# Tibet
Tibet (tibetsky བོད་, Wylie Bod; čínsky 西藏, pchin-jin Xīzàng, Švarný Si-cang) je region v jihozápadní Číně, jenž rozprostírá na celém území Tibetské autonomní oblasti a částech provincií Čching-chaj, S’-čchuan, Jün-nan a Kan-Su. Z velké části se rozkládá na Tibetské náhorní plošině a jeho průměrná výška dosahuje přibližně 4 500 m n. m., proto se Tibetu někdy říká „střecha světa“. Tradičním etnikem Tibetu jsou Tibeťané hovořící tibetským jazykem. Na území Tibetu žijí také Chanové a Chuejové. Mimo jiné je Tibet centrem tibetského buddhismu, tzv. lámaismu.
V 7. století vzniklo Tibetské království, které se zhroutilo po roce 842. Západní a střední Tibet byly poté převážně sjednoceny tibetskou vládou ve Lhase nebo v blízkých lokalitách, ta byla v různých dobách pod mongolskou a čínskou nadvládou. Východní oblasti Kham a Amdo byly často rozděleny mezi řadu knížectví a jiné skupiny, tyto oblasti většinu času spadaly přímo pod čínskou správu. Současné hranice Tibetu byly obecně definovány v 18. století. V roce 1903 provedli Britové invazi do Tibetu a donutili místní vládu podepsat smlouvy, kterými se stal Tibet v podstatě britským protektorátem, i nadále však Britové ujišťovali Čínu, že stále uznává její nároky na autoritu nad Tibetem. Tibet v roce 1913 vyhlásil nezávislost, to ovšem nebylo uznáno čínskou vládou. Později Lhasa převzala kontrolu i nad západní části čínské oblasti S’-čchuan. V regionu vláda udržela autonomii do roku 1951, kdy byla tibetská armáda zničena v bitvě u Čhamdo. Po neúspěšném povstání, při kterém zemřelo okolo 1,2 milionu Tibeťanů, byla Čínou v roce 1959 tibetská vláda zrušena. Dne 29. dubna téhož roku však Jeho Svatost Dalajláma ustanovil dle práva a dle moci jedinou právoplatnou a svrchovanou vládu nad celým Tibetem, dnes sídlící v Dharamsale - Tibestkou exilovou vládu CTA (de facto reorganizací Kashagu, 14. června 1991 oficiálně jako Tibetská vláda v exilu).
Historický Tibet se skládal ze tří provincií – Amdo, Kham a Ü-Cang (která sama se skládá z regionů Ngari, Ü a Can, je však někdy uváděna dohromady, jako jedna provincie Ü-Cang), a měl rozlohu okolo 2,5 milionů km². K historickému Tibetu se někdy počítá též Bhútán a území v severní Indii – Ladak, Sikkim a severní část Arunáčalpradéše (tzv. Jižní Tibet). Asi polovinu území historického Tibetu dnes zabírá Tibetská autonomní oblast.

## Dějiny

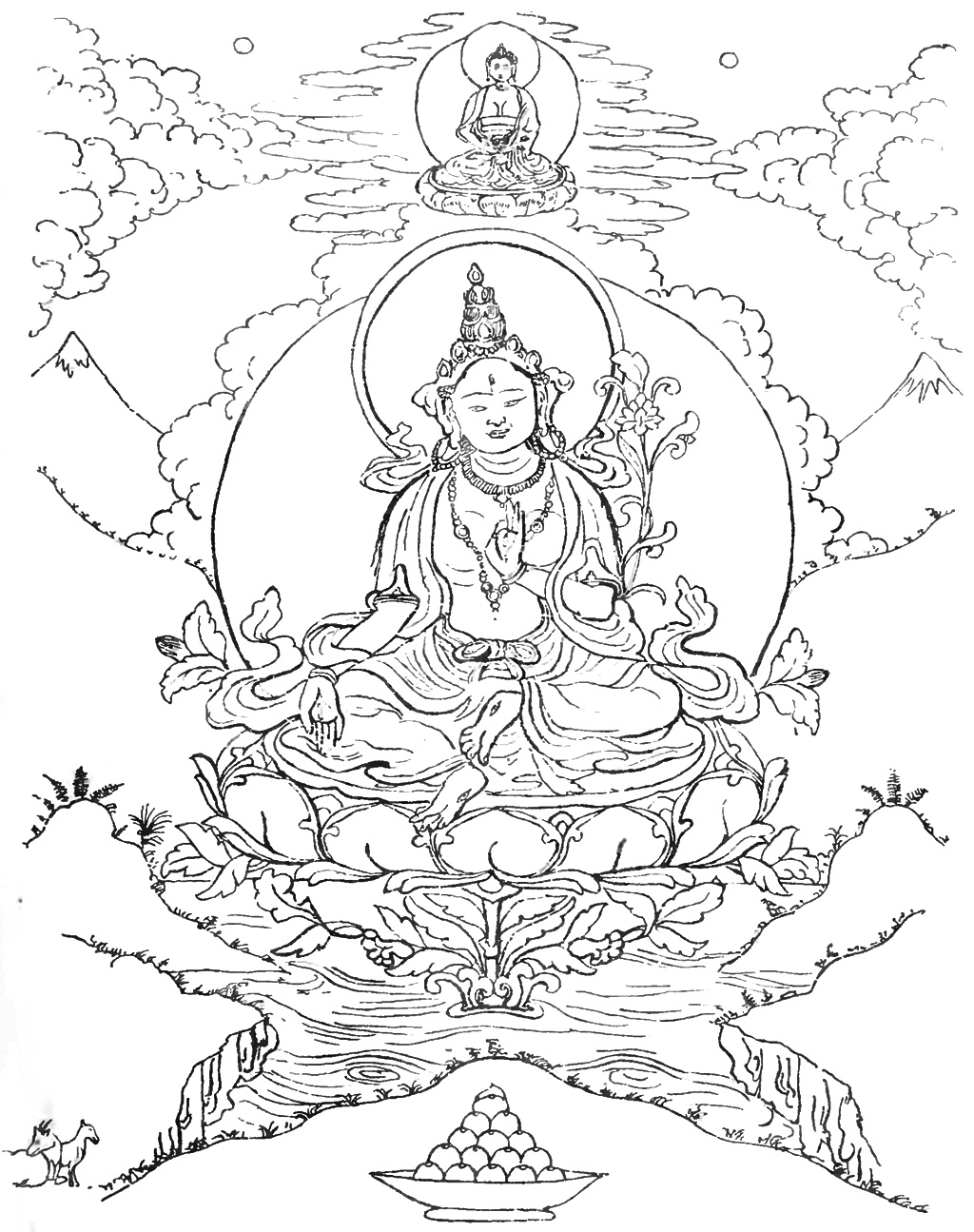
Songcän Gampo, jeden z nejvýznamnějších tibetských panovníků

Novodobé dějiny Tibetu začínají v 7. století, kdy se vládci jménem Songcän Gampo podařilo sjednotit oblasti okolo řeky Brahmaputra (či Jarlung) a vytvořit tak první stabilní státní útvar na tibetském území. Söngcan Gampo byl tvůrcem mnoha reforem a vytvořil silnou a stabilní říši. V roce 640 se oženil s princeznou Wen-čcheng, neteří mocného čínského císaře Tchaj-cunga. Za Gampovy vlády se v Tibetu rozšířil buddhismus, který zásadním způsobem ovlivnil ráz tibetské kultury. V době vlády dalších králů se buddhismus stal státním náboženstvím a Tibetská říše se dále rozrůstala napříč střední Asií.
Mezi lety 750–794 bylo pod tibetskou nadvládou i království Nan-čao, které se však v rozhodující chvíli rozhodlo podpořit ve válce Čínu a porazit tak Tibet. Mezi lety 780 až 790 dosáhla Tibetská říše největší expanze, kdy kontrolovala území, táhnoucí se přes moderní Afghánistán, Bangladéš, Bhútán, Myanmar (Barmu), Čínu, Indii, Nepál, Pákistán, Kazachstán, Kyrgyzstán a Tádžikistán.
Nepřátelství mezi Čínou a Tibetem však pokračovalo až do let 821/822, kdy obě země podepsaly mírovou dohodu. Smlouva mimo jiné zahrnovala detailní popis hranic mezi oběma zeměmi a byla vyryta do tří sloupů. Jeden z nich, který se nachází u kláštera Džókhang ve Lhase, stojí dodnes.
Ve 13. století ovládla Tibet mongolská dynastie Jüan. Na mongolský dvůr tehdy začala mít velký vliv škola sakjapa, jejíž hlavní představitel se za nedlouho stal tibetským vládcem. V polovině 14. století se podařilo svrhnout teokratickou vládu sakjapovců a novým králem se stal Čhangčhub Gjalcchän (1302–1364). Počátkem 15. století vznikla díky Congkhapově učení škola gelugpa. V roce 1578 si mongolský vládce Altan chán pozval ke svému dvoru vysoce postaveného lámu této školy Sönam Gjamccha, kterému udělil titul dalajláma. V roce 1624 Tibet navštívili první Evropané, a to portugalští misionáři, kterým se podařilo postavit na tibetském území kostel. V roce 1642 byl svržen dosavadní tibetský král a na jeho místo byl dosazen dalajláma, který se tak poprvé stal světským i duchovním vládcem Tibetu.

### 18–20. století

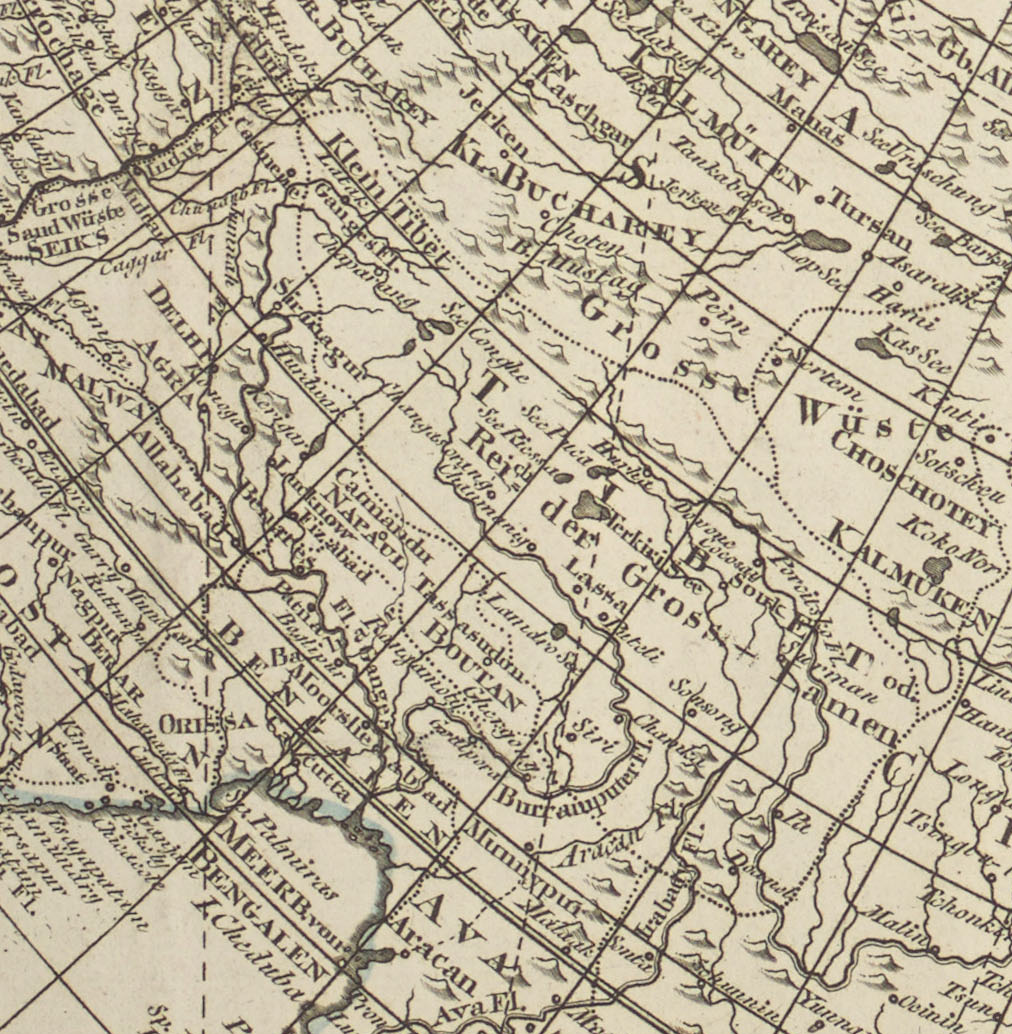
Historická mapa Tibetu, Bhútánu a Nepálu

V roce 1717 dobyli Tibet opět na krátkou dobu Mongolové, ti však byli vyhnáni čínskými vojsky. Část Tibetu Amdo se dostala pod kontrolu čínské dynastie Čching v roce 1724 a další část Kham byla začleněna mezi čínské provincie v roce 1728. Roku 1792 do Tibetu vpadli nepálští Gurkhové, které však za nedlouho čínská armáda také porazila. Ovšem v roce 1854 vpadla do Tibetu znovu nepálská vojska a mírová smlouva zavazovala platit daně Nepálu.
Tibet nebyl v 18. a 19. století vůči Evropanům vstřícnější než vůči ostatním cizincům. S téměř nepřekonatelnými překážkami se setkávaly nejen snahy o navázání kontaktů diplomatických a obchodních, ale i náboženských. Evropským misionářům, kteří již působili v Číně, se nikdy nepodařilo překonat autoritativní odmítavý postoj tibetských církevních hodnostářů a byli opakovaně vypovídáni ze země.
V 19. století se Tibet stal křižovatkou strategických zájmů mocností, zejména Anglie a Ruska v rámci tzv. Velké hry. Angličané začali tajně mapovat Tibet již v 60. letech 19. století. Důležitou roli sehráli v těchto operacích domorodí stopaři z tibetsko-sikkimského pomezí.

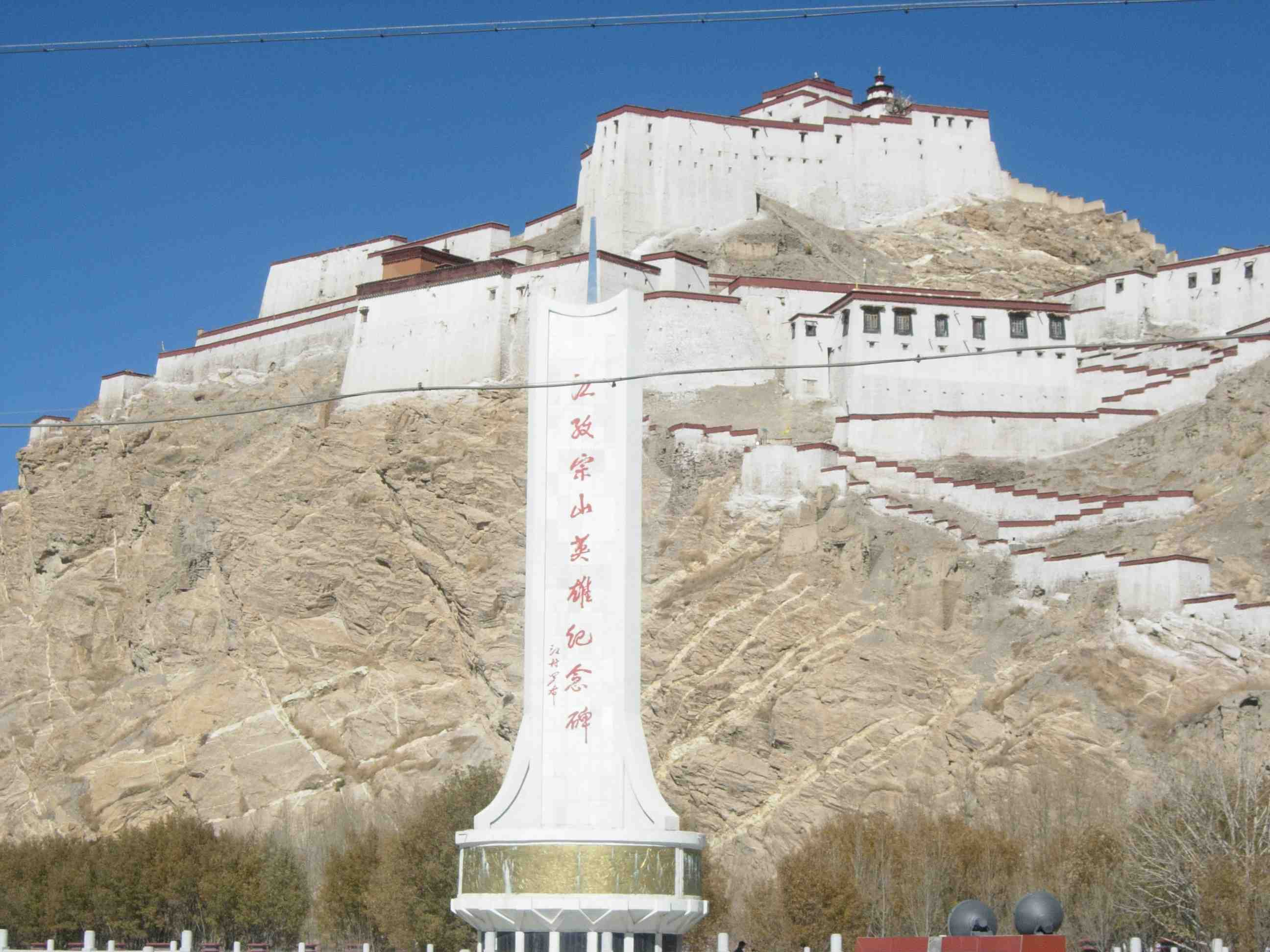
Pevnost v Gjance, dobytá Brity během jejich postupu na Lhasu během Younghusbandovy expedice

V červenci roku 1903 začali Britové v indickém Gangtoku pod velením generála Macdonalda připravovat vojenskou expedici, která si měla vynutit otevření Tibetu pro obchodní cíle a předejít možným kontaktům s ruským impériem. Jejím vedením byl pověřen plukovník Francis Younghusband. Když v prosinci téhož roku překročila tato moderně vyzbrojená expedice o síle 3 000 vojáků a 7 000 šerpů tibetské hranice, uvědomili si tibetští generálové britskou vojenskou převahu a usilovali o dohodu o neútočení, s níž Younghusband předběžně souhlasil. Přesto si tato „malá válka“ vyžádala život několika tisíc Tibeťanů, vojáků i civilistů. K jednomu z největších masakrů došlo 31. března roku 1904 v horském průsmyku u osady Guru, kdy Britové stříleli – podle svědectví vlastních vojáků – ze svých maximů do zad prchajících Tibeťanů. Younghusband telegrafoval svým nadřízeným do Indie: „Věřím, že tento obrovský trest bude prevencí pro budoucnost a přiměje je podrobit se.“
Dříve než Britové dorazili do Lhasy, uprchl třináctý dalajláma do Urgy ve Vnějším Mongolsku k nejvyšší duchovní autoritě Vnějšího Mongolska bogdgegénovi. Younghusbandovi se však podařilo sestavit vládu z probritsky orientovaných úředníků a 23. září 1904 byla ve Lhase podepsána dohoda mezi britskými silami, světskými a církevními reprezentanty této vlády a zástupci klášterů Sera, Däpung a Gandän. Tibet se zavázal k otevření hranic mezi Sikkimem a Tibetem pro volný obchod mezi britskými a tibetskými subjekty (otevřeny 3 trhy) a k vyplacení odškodnění britské vládě za výlohy, které jí vznikly vysláním vojenských sil do Lhasy. Zároveň se zavázal, že vyjde vstříc všem požadavkům britského obchodního pověřence se sídlem v Gyangzê (tento úřad existoval od roku 1904 až do roku 1944; od 30. let 20. století paralelně s velitelstvím britské mise ve Lhase).
V dohodě se Tibet zároveň zavazoval, že bez britského souhlasu neodstoupí žádné ze svých území jiné mocnosti a neudělí žádné jiné mocnosti koncesi ke zřizování železnic, telegrafních linek a dolů. Tyto exteritoriální výsady, analogické těm, jejichž prostřednictvím Británie, Francie, Rusko, Německo, Japonsko a později USA spoluovládaly také dění v Číně, nebyly omezeny ani smlouvami uzavřenými v následujících letech mezi Británií a Čínou a mezi Británií a Ruskem.
Po odchodu čínských jednotek z Tibetu v roce 1912 byla až do 40. let 20. století britská posádka jedinou zahraniční vojenskou složkou přítomnou na tibetském území.

### Nezávislý Tibet (1912–1951)

Současná vlajka Tibetu byla zavedena třináctým dalajlámou v roce 1912, dnes se užívá mezi Tibeťany v exilu

Méně známá vlajka Tibetu zavedená v období let 1920–1925

V r. 1911 využilo carské Rusko rozkladu mandžuského impéria a na severu od pouště Gobi prosadilo vznik státu nezávislého na Číně, dnešní Mongolsko tak vzniklo v sobotu 1. prosince 1911. Podobnou myšlenku se pokusili realizovat i Britové v Tibetu. Jejich zájem se hlavně soustředil na strategicky důležitý tzv. Vnější Tibet. Konference, která byla svolána ve městě Simla (Indie) 1913–1914, měla za cíl legalizovat vznik nezávislého tibetského státu. Válka v Evropě přerušila tento proces.
Následně zahájila tibetská vláda, v čele s 13. dalajlamou, proces postupné modernizace Tibetu. Navržené reformy podstatně omezily ekonomickou moc klášterů, které byly v držení pančenlamy. Pančenlama na protest odešel do kláštera, který se nacházel v provincii Qinghai na území tzv. Vnitřního Tibetu. V roce 1925 odjel do Číny a chtěl si v Pekingu stěžovat ústřední čínské vládě na dalajlámovy reformy. Byl sice zdvořile přijat, ale čínská vláda už do situace v Tibetu nezasáhla. Důvodem bylo, že dny pekingské vlády byly již sečteny, neboť v té době již začal pochod kuomintangské armády z jihu Číny na sever.
Koncem 20. let kuomintangská vláda zřídila Výbor pro záležitosti Mongolska a Tibetu a v tehdejším dočasném čínském hlavním městě Nankingu byla ustavena reprezentační Tibetská kancelář. Občanská válka a protijaponská válka neumožnily Kuomintangu mít vliv na Tibet jinak, než zcela formálně.
Po zániku Čchingského impéria nebylo v Číně silné ústřední vlády schopné udržovat někdejší čínskou suzerenitu (vazalství) nad Tibetem, a ten tak byl fakticky samostatným státem, na čemž se shoduje většina nezávislých historiků i právníků.

### Čínská anexe Tibetu
Situace se změnila poté, co vyšli vítězně z čínské občanské války komunisté. Dne 25. října 1950 Čínská lidová republika oficiálně oznámila, že „jednotky Čínské lidové osvobozenecké armády“ dostaly rozkaz k pochodu na Tibet, aby „osvobodily tři miliony Tibeťanů od imperialistického útlaku a upevnily národní obranu na západní hranici Číny.“ Toto oznámení ovšem bylo učiněno poněkud pozdě, protože čínské vojsko do Tibetu bez upozornění vtrhlo již 7. října. Na hlavní město východního Tibetu Čhamdo z osmi směrů zaútočilo čtyřicet tisíc čínských vojáků. Malá tibetská armáda, kterou tvořilo osm tisíc vojáků a domobrany, byla poražena. Po dvou dnech bylo Čhamdo obsazeno a místní guvernér zajat. Při této invazi přišlo o život přes čtyři tisíce tibetských vojáků, podle tajemníka komunistické strany Číny pro Tibet bylo během invaze zabito 5700 „nepřátel“.
Indická vláda 26. října 1950 u vlády ČLR protestovala proti použití síly v Tibetu a prohlásila, že invaze není v zájmu Číny, ani míru. Dne 6. listopadu Velká Británie vyslovila nad čínskou invazí a použitím síly hlubokou lítost a „plně podpořila stanovisko, které zaujala vláda Indie.“ Řada dalších zemí, včetně Spojených států, vyjádřila souhlas s postojem Indie.
Svůj vpád do Tibetu v roce 1950 Čína vykládá jako „osvobození Tibetu od imperialistů a feudálního systému“. Těmito argumenty se snažila dokázat, že v žádném případě nešlo o invazi, ale o mírové osvobození. Podle ČLR tato armáda "bez násilí osvobodila" Tibet se souhlasem jeho lidu a institucí a obnovila jeho plně integrovaný status, který, jak ČLR prohlašuje, zde existoval po celá staletí před přechodným slabým obdobím Číny v letech 1911 – 1950, před založením ČLR. Co se týče argumentu souhlasu tibetského lidu a institucí s nenásilným osvobozením, rozhodně se nedá tvrdit, že by tibetský lid dobrovolně přijal, nebo snad dokonce uvítal vpád vojenských jednotek a následnou okupaci svého území. Tibetská vláda se svým nepočetným a zcela nevybaveným vojskem v podstatě neměla na výběr, pokud chtěla zachránit tibetský lid před dalším masovým vybíjením a pleněním, když jí byla vnucována Sedmnáctibodová smlouva, která ustanovila čínskou nadvládu nad Tibetem. Co se týče dalšího čínského argumentu „osvobození Tibetu od imperialistických vlivů“, ten rovněž poukazuje na smyšlenou konstrukci Číny v pokusu ospravedlnit se před celým světem. Veškeré mocnosti, které měly v té době v Tibetu nějaký vliv, se do jeho vnitřních záležitostí nevměšovaly, a pro Tibet plnily spíše funkci ochránce před čínskými nároky než že by stály v postavení utlačovatelských mocností. Navíc v době před invazí se Velká Británie stahovala na své rodné ostrovy a Indie se věnovala vlastním problémům.
Tibetští představitelé poslali generálnímu tajemníkovi OSN výzvu, ve které žádali o oficiální reakci OSN. Vyslovili zde protest proti čínské invazi, a nazvali ji flagrantním aktem agrese. Prohlásili, že nejsou schopni vzdorovat čínské invazi a navrhli přátelská jednání s čínskou vládou. Prostřednictvím této výzvy se také obrátili na všechny národy světa, aby zakročily v jejich prospěch a čínskou agresi zastavily. 17. listopadu 1950 zástupce El Salvadoru, jako jediný z delegátů, oficiálně předložil generálnímu tajemníku OSN žádost, aby otázka agrese vůči Tibetu byla zařazena na pořad jednání OSN.
Tibet se ocitl v zoufalé situaci. Vojenská okupace východního a severního Tibetu, poražení a zničení malé armády, postup dalších desítek tisíc vojáků „čínské lidové osvobozenecké armády“ do vnitrozemí a chybějící aktivní podpora mezinárodního společenství je přiměly k rozhodnutí poslat do Pekingu delegaci, která se měla pokusit jednat s novým čínským vedením. V dubnu 1951 byla do Pekingu vyslána pětičlenná delegace, která byla tibetskou vládou pověřena předložit tibetský postoj a vyslechnout čínské stanovisko. Delegaci však nebylo uděleno tibetskými vládními orgány zplnomocnění uzavírat smlouvy. Měla vládě pouze předat všechny diskutované otázky. Číňané předložili k projednání návrh smlouvy, který byl pro tibetskou delegaci nepřijatelný. Čínští zástupci však otevřeně delegátům objasnili, že tato verze smlouvy je konečná. Tibetskou delegaci oslovovali urážlivými a nevlídnými výrazy a zastrašovali psychickým násilím. Žádné další vyjednávání nebylo umožněno a tibetské delegaci bylo zabráněno v kontaktu s dalajlamou a tibetskou vládou i v obdržení jejich instrukcí. Tibetská delegace tak stála před rozhodnutím, zda podepsat dohodu na vlastní odpovědnost nebo přijmout zodpovědnost za okamžitý vojenský postup na Lhasu. Pod čínským tlakem a pohrůžkami dalšího postupu čínských vojsk do vnitrozemí Tibetu nakonec delegáti v Pekingu 23. května 1951 podepsali tzv. „Dohodu o opatřeních k mírovému osvobození Tibetu“, která vešla ve známost pod názvem „Sedmnáctibodová dohoda“. Delegáti varovali Číňany, že dohodu podepisují pouze v rámci své osobní způsobilosti a nemají žádnou pravomoc zavazovat k dohodě dalajlamu ani tibetskou vládu, které tudíž nemohou přimět k akceptování a dodržování smlouvy. Ani to však neodradilo Číňany od uspořádání slavnostního ceremoniálu podpisu smlouvy a oznámení světu, že byla vzájemně stvrzena smlouva „o mírovém osvobození Tibetu“. Číňané po podpisu dohody dokonce padělali duplikáty tibetských pečetí a přinutili delegáty, aby jimi dokumenty zpečetili, čímž tomuto dokumentu zdánlivě dodali potřebnou autenticitu. Tibet i samotný dalajlama se o podpisu smlouvy dozvěděli až ve chvíli, kdy její plné znění oznamovalo rádio Peking, 27. května 1951. Všechny tyto události jsou právě pro českého čtenáře citlivé, protože téměř přesně předznamenávají agresi vojsk Varšavské smlouvy v srpnu 1968 do ČSSR.
Není tedy pravda, že na základě této smlouvy přešla tibetská suverenita na Čínu. Za prvé ani Čína si právo na Tibet neodvozuje od jeho dobytí, tedy od podpisu této dohody, ale na základě svých historických práv. Za druhé, uzavření dohody bylo právně neplatné a tibetská exilová vláda v roce 1959, při první příležitosti tak učinit, odmítla smlouvu dodržovat pro její neplatnost, protože byla uzavřena pod nátlakem. Samozřejmě Čína se ve svých oficiálních dokumentech odvolává na to, že Tibeťané smlouvu podepsali dobrovolně, ale veškeré dokumentace kromě čínských se v této otázce jednoznačně vyslovují ve prospěch Tibetu. Dalším důkazem bezcennosti této smlouvy je fakt, že již od samého počátku jejího vzniku nebyla Číňany vůbec dodržována a v podstatě do dnešní doby je stále porušována.
Přímo k Sedmnáctibodové smlouvě se vyjádřila Mezinárodní komise právníků ve své zprávě z roku 1960: „Tibet se své nezávislosti vzdal v roce 1951 podepsáním Dohody o mírových opatřeních pro osvobození Tibetu. Podle této dohody se Čínská lidová republika zavázala k řadě povinností, mezi nimiž je také slib, že bude zachováno existující politické zřízení v Tibetu, status a funkce dalajlamy a pančhenlamy, zavázala se k ochraně svobody náboženství a klášterů a zdržet se násilných reforem v Tibetu. Komise shledala, že tyto a jiné závazky byly Čínskou lidovou republikou porušeny a že tibetská vláda měla právo na vypovězení této Dohody, což také učinila dne 1. března 1959.“
V roce 1951 proběhla debata o definici agrese v Komisi pro mezinárodní právo, jejímž výsledkem byly závěry ve formě „Souhrnného záznamu“. Komise v rámci této diskuse dvakrát přímo zmínila intervenci Číny v Tibetu. O hodnocení aktu ČLR jako agrese svědčí mj. toto: V jednom z návrhů jednání Komise byla agrese definována pouze jako použití síly, nepočítalo se v něm s hrozbou síly či jinými možnostmi. K tomuto návrhu se Komise vyjádřila: „Byl to znovu typický případ výčtu, který obchází další způsoby. Nic kromě fyzického útoku, použití ozbrojené síly, zde neustanovilo agresi. Kromě toho výsledkem této definice by bylo ospravedlnění států, které v posledních patnácti letech mezinárodním veřejným míněním byly označovány jako agresoři pro takové činy jako například německý anšlus Rakouska v roce 1938, anexe Československa hitlerovským Německem v roce 1939 a stále více v poslední době Čína a její intervence Ústřední lidové vlády Čínské lidové republiky v Tibetu. Kdyby Komise schválila tuto definici, celá řada činů, odsuzovaných veřejným míněním a odporující morálce, by nebyla považována za agresi.“
Také Mezinárodní konference právníků z roku 1993 se k daným otázkám staví zcela jednoznačně: „Podle tibetské vlády v exilu čínská lidová osvobozenecká armáda představuje okupační armádu. Vstoupila do Tibetu, který byl podle mezinárodního práva nezávislým státem, čímž se dopustila aktu agrese. Od té doby okupuje Tibet v rozporu s přáním tibetského lidu. Tím tedy porušila mezinárodní právo a jako jeden z následků odpírá lidu nezávislého tibetského státu právo na sebeurčení, které Tibet požíval před tímto aktem agrese. Účastníkům konference byla předložena celá řada materiálů a důkazů potvrzujících tento názor.“ Dále závěrečná zpráva konference uvádí: „z důvodu aktu agrese a vojenské okupace byl tibetskému lidu odmítnut výkon práva na sebeurčení. Závěry konference se tedy přiklánějí k tomu, že od vojenského vstupu v roce 1949 – 50 byl Tibet pod cizineckou okupací a nadvládou ČLR a jeho řízení neslo charakteristiky despotické koloniální administrativy.“ V rámci svých závěrečných doporučení tato konference „nařizuje, aby tyto závěry a doporučení byly postoupeny pozornosti Generálního tajemníka Organizace spojených národů, vládě Čínské lidové republiky, tibetské vládě v exilu, ostatním vládám a důležitým mezivládním a nevládním organizacím, aby mohlo být okamžitě postupováno podle závěrů a doporučení této konference.“
ČLR zdůvodňuje znovuovládnutí Tibetu také tak, že jde o ovládnutí strategicky významného území, které se již v minulosti několikrát nacházelo pod čínskou suverenitou a jež nyní bylo nárazníkovým pásmem mezi Čínou a Indií.
Vládce Tibetu, patnáctiletý čtrnáctý dalajláma, zůstal i po čínské anexi loutkovou hlavou Tibetu. Ve druhé polovině padesátých let se situace značně zhoršila. Ve snaze vymýtit z Tibeťanů buddhismus, jejich hlavní smysl života, Číňané odsvěcovali chrámy, kláštery a posvátná místa, tibetské děti odebírali rodičům a posílali je do Číny k převýchově, věznili tibetské mnichy a odpůrce režimu. V roce 1956 ve východních provinciích Kham a Amdo propukly otevřené boje. O tři roky později se povstání rozšířilo po celém Tibetu a vyvrcholilo masovými demonstracemi ve Lhase v březnu 1959. Desítky tisíc Tibeťanů byly zmasakrovány „čínskou lidovou osvobozeneckou armádou“. Dne 10. března 1959 byl dalajlama čínským velitelstvím pozván na divadelní představení ve vojenské základně, přičemž nesměl být doprovázen osobní stráží. Pod vlivem vícero předchozích únosů lamů a důležitých osobností z čínských slavností, se tibetský lid obával, že Číňané zamýšlejí únos dalajlamy. Ještě týž den se před dalajlámovým palácem Norbulingka konala obrovská demonstrace, lid požadoval odchod Číňanů a obnovení úplné nezávislosti. Dalajlama nařídil rozpuštění demonstrace, ale poté, co vypukly další otevřené boje a byly krvavě potlačeny, dalajlama viděl, že snaha dohodnout se s Číňany je marná. Rozhodl se proto uprchnout do Indie a odtamtud žádat o mezinárodní pomoc pro záchranu svého lidu. V noci 17. března tajně a v přestrojení uprchl z Lhasy. Po jeho odchodu začali Číňané provádět veškeré reformy co nejradikálněji. V průběhu dalších měsíců emigrovalo do Indie, Nepálu, Bhútánu a Sikkimu asi osmdesát tisíc Tibeťanů, po celém území Tibetu se vyhrotily represe, v rámci kterých bylo usmrceno asi dvanáct tisíc Tibeťanů. Vedení povstalců v provincii Kham se také obrátilo s žádostí o podporu na Ústřední zpravodajskou službu (CIA); CIA ale na pokyn presidenta USA Dwight D. Eisenhowera trvala na tom, že požaduje oficiální žádost ze Lhasy. Nakonec však CIA začala poskytovat skrytou podporu povstání i bez prosby z Lhasy, která se mezitím naplnila uprchlíky z provincií Amdo a Kham, kde povstání začalo. Podle čínských dokumentů se odhaduje, že bylo při potlačení povstání zabito asi 85000 Tibeťanů.
V Indii bylo dalajlamovi připraveno vřelé uvítání, státníci z mnoha zemí mu posílali dopisy s vyjádřením radosti nad jeho bezpečným příchodem a soucitu s tragickými událostmi v jeho zemi. Požádal o politický azyl, v dubnu ustanovil v Mansúrí v severní Indii Tibetskou exilovou vládu a začal podnikat kroky k mezinárodní pomoci. Dalajlamou a exilovou vládou byla vydána četná prohlášení o tom, že čínská správa nebude tibetským lidem nikdy uznána, že jsou připraveni mírově a přátelsky řešit situaci za předpokladu cizího nevměšování do tibetských záležitostí, prohlásili Sedmnáctibodovou dohodu za neplatnou, jelikož byla uzavřena pod nátlakem a výhrůžkami, a obrátili se na OSN. Nakonec byla tibetská otázka zařazena na pořad jednání čtrnáctého zasedání Spojených národů.
Čína téhož roku zrušila tibetské poddanství a otrokářství, zastánci obsazení Tibetu Čínou také uvádějí, že čínská nadvláda přinesla tibeťanům důležité reformy a pokrok. Je ovšem nutné také uvést, že v období 1959 – 69 docházelo k masovému usmrcování obyvatelstva a systematické destrukci buddhistické víry. Nejhorším obdobím čínské perzekuce bylo řádění Rudých gard v letech 1966 – 69 v rámci Mao Ce-tungovy celočínské kampaně za upevnění socialistického systému, tzv. kulturní revoluce. V jejím průběhu bylo terorizováno a usmrceno tisíce Tibeťanů a zničeno tisíce tibetských chrámů a klášterů. Podle údajů tibetské exilové vlády v přímém důsledku čínské okupace zahynulo přibližně 1,2 milionů Tibeťanů z původního počtu přibližně 6 milionů. Především na základě tohoto období je Čína mnoha subjekty mezinárodního práva obviňována ze spáchání zločinu genocidia. Podle mnoha subjektů mezinárodního práva došlo k pokusu o zničení Tibeťanů jako náboženské skupiny a ve smyslu Úmluvy o genocidě ke spáchání zločinu genocidia. I Encyklopedie mezinárodního práva veřejného uvádí, že „naprostá váha důkazů ukazuje na fakt, že čínské vedení systematicky provádí politiku směřující ne k ochraně náboženství a k existenci systému v Tibetu, nýbrž k jeho vymýcení.“ Mezinárodní společenství reagovalo vydáváním četných rezolucí a vyjádření, ve kterých neustále vybízelo Čínu k zastavení jejích praktik. Například Mezinárodní komise právníků ve své zprávě z roku 1960 zkritizovala Čínu za „lehkomyslné zabíjení Tibeťanů“ a vyjádřila nesouhlas se závazky vyplývajícími ze Sedmnáctibodové dohody. Dále zde uznala, že se Čína dopouští systematického porušování lidských práv v Tibetu, včetně projevů genocidy. Ještě v roce 1959 a poté v letech 1961 a 1965 byly vydány Valným shromážděním OSN rezoluce, jež vyzývají Čínu k zastavení praktik, které zbavují tibetský národ jejich základních práv a svobod. V roce 1959 Valné shromáždění OSN schválilo rezoluci o Tibetu, požadující „respektování základních lidských práv tibetského lidu a jeho odlišného kulturního a náboženského života.“ V roce 1961 Valné shromáždění OSN schválilo druhou rezoluci o Tibetu, v níž uznalo právo tibetského lidu na sebeurčení. Ve třetí rezoluci o Tibetu z roku 1965 Valné shromáždění OSN opakovaně „žádalo skončení všech praktik, jež porušují lidská práva tibetského lidu a jeho základní svobody, které vždy požíval.“ Jiné zdroje uvádějí, že během čínského tzv. Velkého skoku zemřelo 200 tisíc až 1 milion Tibeťanů, přibližně 6000 klášterů bylo zničeno během kulturní revoluce. Od skončení kulturní revoluce v roce 1969 a od smrti Mao Ce-tunga v roce 1976 se situace zlepšila. V Tibetu, i v Číně, došlo k postupné liberalizaci náboženství a skončila etapa masového zabíjení a ničení. Z porušování základních lidských práv a svobod a ze stále probíhající politiky asimilace je však Čína obviňována dodnes.

### Potlačení nepokojů v roce 1989, 2008
1989 – "Při rozbřesku 5. března obdržela ozbrojená čínská policie v Tibetu rozkaz od nejvyššího velitele ozbrojené policie, Li Lianxiu... zvláštní komando mělo okamžitě vybrat 300 členů, kteří se, převlečeni za obyčejné lidi a mnichy, zapojí ve Lhase do nepokojů. Měli podpořit tajnou policii v dokončení úkolu – spálit Scripture Pagodu na severovýchodě chrámu Dazhao. Zničit rýžový obchod v obchodní části města, vyprovokovat občany k rabování rýže a jídla, napadnout obchodní společnost Tibet-Gansu. Nabádat lidi k vykrádání obchodů, ale… pouze ve schválených oblastech." Tato slova pocházejí z reportáže Tang Daxiana, který v článku "Události ze Lhasy, 2.–10. března 1989", popsal příběh, jak KS Číny zinscenovala nepokoje ve Lhase, aby mohla násilně zakročit proti Tibeťanům.
List New York Times uvedl, že při tomto údajném zásahu proti nepokojům bylo ve Lhase zabito 387 občanů většinou kulkami ze střelných zbraní. 721 lidí bylo zraněno, 2100 bylo zatčeno nebo zadrženo. 354 lidí zmizelo. 82 duchovních bylo zabito, 37 zraněno, 650 zatčeno nebo zadrženo.
2008 – Před olympijskými hrami v Pekingu v roce 2008 byly v Tibetu krvavě potlačeny další protesty a demonstrace, různé zdroje poukázaly na angažování čínské vlády ve vyprovokování a řízení nepokojů podobně jako v roce 1989. Exilový tibetský duchovní vůdce dalajláma uvedl, že vzpoura ve Lhase byla zinscenována čínskou policií.

### Vlna sebeupalování
Od roku 2009 do března 2015 se v Tibetu (Autonomní oblast Tibet, Čching-chaj, Kan-su, S'-čchuan) upálilo více než 140 Tibeťanů. Dalších pět v zahraničí (Nepál, Indie). Mezi upálenými jsou převážně mniši, ale i mnišky, nomádi, zemědělci, ženy i studenti. Všichni během svého činu provolávali svobodu Tibetu a návrat dalajlámy do vlasti. Většina z těchto lidí podlehla popáleninám. Někteří byli po činu odvezeni čínskou policií.
Oběti jsou ve věkovém rozmezí 15 až 64 let. Přes protesty se čínská politika vůči Tibetu nemění, naopak. Od roku 2012 čínská vláda začala uplatňovat nová pravidla pro tibetské občany, např. Tibeťané z Amda a Khamu musí při vstupu do Lhasy prokázat minimálně pět různých povolení. V roce 2012 čínská vláda zabavila všechny cestovní pasy vydané občanům tibetské národnosti a nové Tibeťanům nejsou vydávány. V oblastech s největším počtem upálení (Ngawa) platí přísné podmínky pro pohyb obyvatelstva i mezi jednotlivými vesnicemi. Rodiny několika upálených v letech 2012 a 2013 byly zatčeny.

### Stručný přehled Tibet vs. Čína
- 1949 – Zásadní obrat v historii Tibetu.[20] Do Tibetu vstoupila armáda ČLR, porazila malou tibetskou armádu, došlo k obsazení poloviny Tibetu a tibetské vládě byla vnucena tzv. Sedmnáctibodová smlouva o mírovém osvobození.[20] Signováním této „smlouvy“ dne 23. května 1951 se Tibet ocitl pod čínskou svrchovaností.[20] Jako oficiální důvod pro čínskou vojenskou invazi do Tibetu byla „záchrana tří milionů Tibeťanů před imperialistickým útlakem“ a „zabezpečení ochrany západní čínské hranice“.[20]
- 1959 – Protičínské lidové povstání ve Lhase.[20] 14. Dalajláma Tändzin Gjamccho opustil Tibet a uprchl do Indie.[20]
- 1960 – Mezinárodní komise právníků ve své zprávě konstatovala, že v Tibetu je Číňany prováděna genocida.[20] 14. Dalajláma Tändzin Gjamccho přesídlil do města Dharamsala na severu Indie, které se později stalo oficiálním sídlem tibetské exilové vlády.[20]
- 1963 – „Demokratická ústava pro budoucí Tibet“ založená na myšlenkách Všeobecné deklarace lidských práv byla zveřejněna tibetskou exilovou vládou.[20]
- 1965 – Čína vytvořila tzv. Tibetskou autonomní oblast. Velké (tradiční) části Tibetu nacházející se v jeho východní části: Kham a Amdo byly přičleněny k čínským provinciím.[20]
- 1966–1969 – Období čínské kulturní revoluce. Rudé gardy ničily tibetské chrámy a kláštery, terorizovaly a zabíjely Tibeťany.[20]
- 1971 – Vojenskou podporu Tibetu ukončily Spojené státy americké.[20]
- 1974 – Na nátlak Číny nepálská armáda likvidovala vojenské základny tibetských povstalců umístěné v oblasti v pohoří Himálaj, která se nazývá Mustang. Skončilo období ozbrojeného odboje Tibeťanů.[20]
- 1979 – Čína umožnila delegaci exilové vlády návštěvu Tibetu. Tibet se stal poprvé od roku 1963 zemí otevřenou i pro zahraniční turisty.[20]
- 1980 – Generální tajemník komunistické strany Číny navštívil Tibet a slíbil obnovu ekonomiky Tibetu na úroveň před rokem 1959 jakož i náboženskou svobodu.[20] Do Tibetu začaly proudit tisíce čínských odborníků a podnikatelů, kteří začali měnit tvář Tibetu ku svému obrazu.[20] Tím byl zahájen proces tzv. „sinizace“ Tibetu.[20]
- 1987 – Proběhly masové demonstrace ve Lhase.[20] Čínská politika v Tibetu začala „přitvrzovat“.[20]
- 1988 – Byla brutálně potlačena nová vlna demonstrací za svobodu a nezávislost Tibetu následovaná hromadným zatýkáním Tibeťanů. Ve Štrasburku při projevu 14. Dalajlámy byla vyhlášena tzv. „pětibodová dohoda“ (oficiálně nazývaná „pětibodový mírový plán pro Tibet“), kterou Čína odmítla.[20]
- 1989 – Proběhla další (nejspíše vyprovokovaná) demonstrace ve Lhase, policií bylo zabito 80 až 150 Tibeťanů.[20] Došlo k vyhlášení stanného práva, zatýkání, omezení pohybu obyvatelstva, uzavření Tibetu pro cizince.[20] 14. Dalajláma obdržel Nobelovu cenu míru.[20] Zemřel v pořadí desátý pančhenlama.[20]
- 1990 – Po 13 měsících došlo k ukončení stanného práva ve Lhase.[20] Na pozvání prezidenta Václava Havla navštívil 14. Dalajláma Československo a to jako vůbec první zemi na základě oficiálního pozvání.[20]
- 1992 – Tibet byl opět otevřen návštěvám cizinců. Čínská vláda zahájila podporu především organizované turistiky na úkor té (méně žádoucí) individuální.[20]
- 1993 – Proti zvyšování cen a životních nákladů proběhly protesty obyvatelů Lhasy.[20]
- 1994 – Po rekonstrukci byl opět otevřen palác Potála, tradiční sídlo dalajlámů ve Lhase.[20] Palác Potála ve Lhase byl zapsán na seznam světového dědictví UNESCO.
- 1995 – 14. Dalajlámou byl jako nový (v pořadí jedenáctý) pančhenlama označen šestiletý Gendün Čhökji Ňima.[20] Tuto volbu ale čínská vláda neuznala a následně zvolila jinou osobu, kterou se stal Gjacchän Norba. Místo pobytu uvězněného Gendün Čhökji Ňimy není známé,[20] dokonce není ani známo, zda je stále živ. Čínská vláda s ním nepřipouští žádná setkání.
- 2006 – Byla dokončena nejvýše položená železniční trať na světě (železniční trať Golmud–Lhasa spojuje Tibet s Čínou) jakož i celá řada dalších projektů.[20] Staré části Lhasy byly zbourány a pro další vlny čínských přistěhovalců začala vznikat účelově koncipovaná sídliště nevalné architektonické kvality.[20] Počet Tibeťanů a nově příchozích Číňanů v obsazeném Tibetu podle neoficiálních odhadů dosáhl poměru 1:1.[20]
- 2008 – Další údajně protičínské demonstrace byly v Tibetu krvavě potlačeny před letními olympijskými hrami v Pekingu.[20] Podle různých zdrojů se nejspíše jednalo opět o angažmá čínské vlády při vyprovokování a řízení těchto nepokojů.[20]
- 2009 – Spuštěna vlna sebeupalování na protest proti čínské politice v Tibetu.[20] Tato forma odporu byla zvolena postupně desítkami Tibeťanů ve věkovém rozpětí od 15 do 64 let a v různém sociálně ekonomickém složení (převážně mniši, ale i mnišky, nomádi, zemědělci, ženy či studenti).[20]
- 2011 – Historicky prvním premiérem tibetské exilové vlády (se sídlem v Indii) byl zvolen Losang Sangay.[20]
- 2012 – Čínská vláda nastolila nová pravidla pro pohyb a cestování tibetských občanů.[20] Příkladem může být pravidlo, kdy Tibeťané z východních oblastí Tibetu (Kham a Amdo) musí při vstupu do hlavního města Lhasy předložit minimálně pět různých potvrzení.[20] Vycestování z Tibetu se stalo pro Tibeťany prakticky téměř nemožné (vesměs jim byly zabaveny cestovní doklady).[20]
- 2015 – Na řece Jarlung Cangpo (protéká asi 140 km jižně od Lhasy) dokončila Čína stavbu největší vodní elektrárny v Tibetu.[20] Hydroelektrárna „Zangmu“[21] je zároveň nejvýše položenou (3 300 metrů nad mořem)[21] vodní elektrárnou světa (instalovaný výkon 510 Megawattů).[21][p 2] Zprovozněné vodní dílo se stalo (spolu s řadou skrytých přehrad) možným ohrožením vodního zásobování Bangladéše nebo Indie. Pro zavodnění pouště Taklamakan zahájili Číňané úvahy o stavbě tisíc kilometrů dlouhého tunelu.[20]
- 2016 – Čínské úřady zahájily demolici akademie tibetského buddhismu v klášteře „Larung Gar“ (anglicky: Larung Gar Buddhist Institute) a centra tibetského buddhismu Nyingma Pa v klášteře „Jačhen Gar“ („Yarchen Gar“).[20][p 3] Bylo vyhnáno několik tisíc mnichů a mnišek.[20] Situace v Tibetu se nápadně začala podobat „nové“ čínské kulturní revoluci (z let 1966 až 1969).[20] Demolice byla provedena pod záminkou hospodářského růstu a turistického rozvoje, přičemž samotní mniši byli většinou rozehnáni.[23]

- 2017 – Dne 24. prosince 2017 zemřela v Tibetu v pořadí již 150. oběť sebeupálení na protest proti čínské politice v Tibetu.[20]
- 2018 – Podpora užívání tibetského jazyka (tibetštiny) v Tibetu byla Čínou nově klasifikována jako „podněcování k separatismu“.[20] Již potřetí v řadě za sebou byla Čína mezinárodně vyhlášena zemí s nejvyšší mírou potlačování svobody (a cenzury) v prostředí globální celosvětové sítě Internet.[20]
- 2024 – 25. prosince 2024 čínská vláda schválila výstavbu největší hydroelektrárny světa v regionu Medog na řece Jarlung Cangpo (Brahmaputra v Indii a Bangladéši). Ta má po otevření v roce 2033 generovat 300 miliard kWh elektřiny ročně, tedy přibližně třikrát více než současná největší přehrada světa Tři soutěsky na řece Jang-c'-ťiang. Projekt zahrnuje vyvrtání čtyř 20 km dlouhých tunelů přes horu Namčhe Barwa a přesměrování toku řeky, využívající dramatický spád až 2000 výškových metrů na 50 km úseku pro výrobu energie.[24][25]

## Geografie

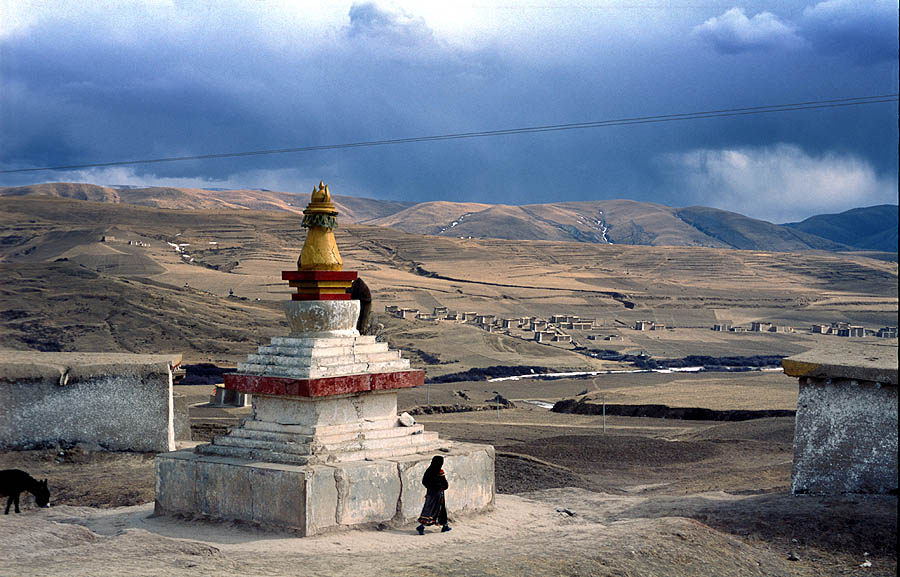
Buddhistická stúpa na Tibetské náhorní plošině

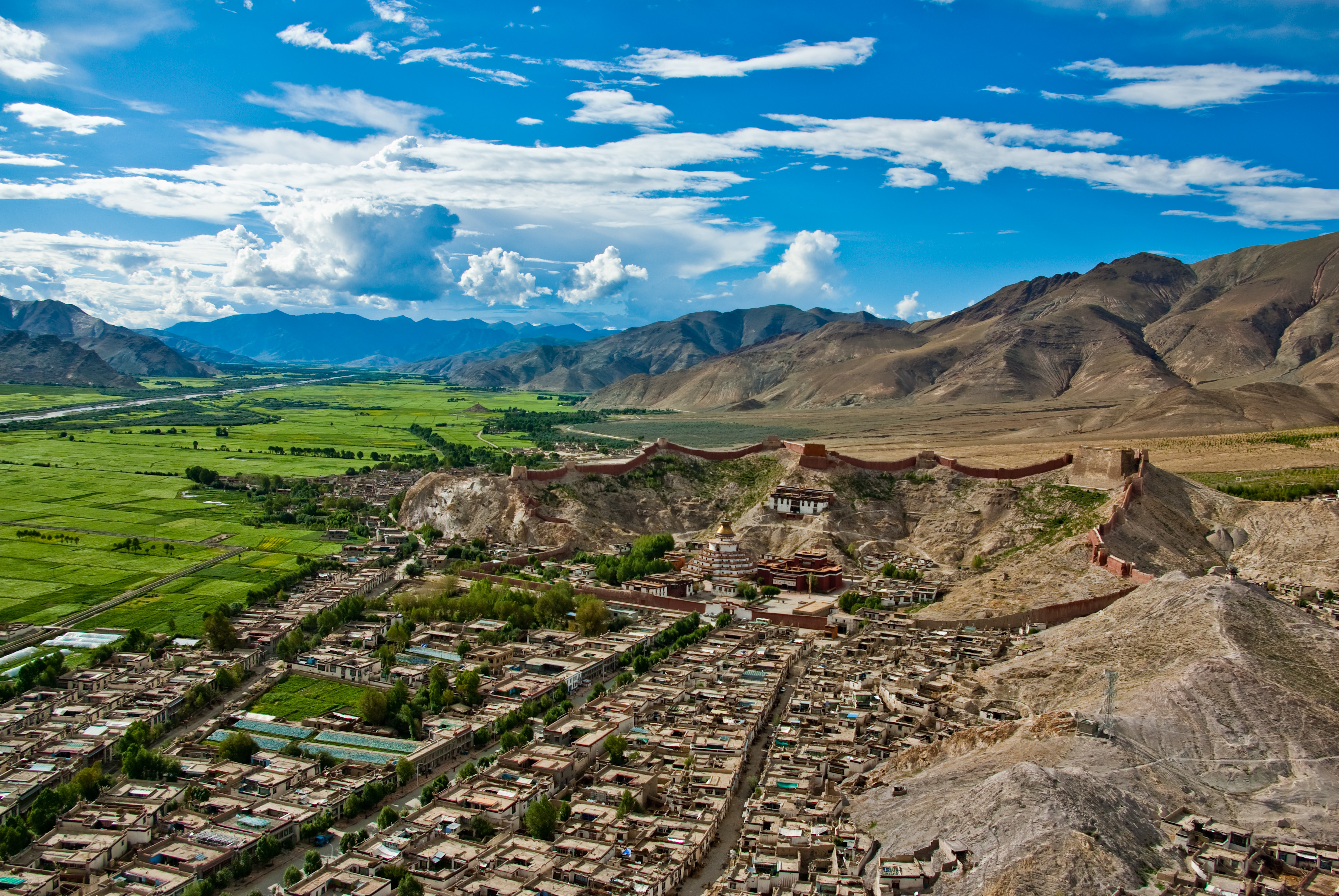
Gjance

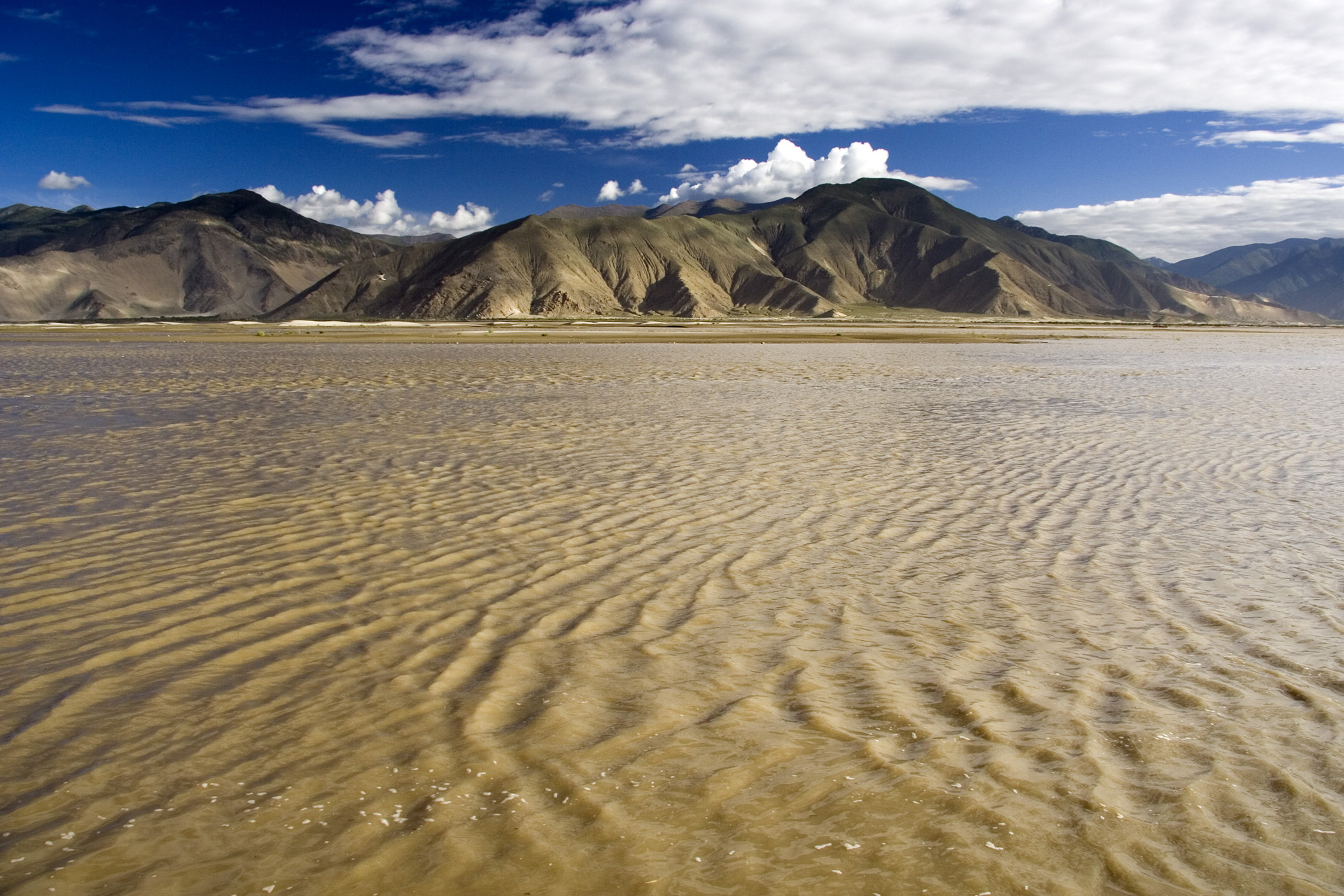
Řeka Jarlung

Podle některých zdrojů, jako je Encyclopædia Britannica, je Tibet součástí střední Asie, jiné zdroje však uvádí, že je součástí jižní Asie. Velká část Tibetu se nachází na Tibetské náhorní plošině, což z Tibetu činí nejvýše položenou oblast na světě. Na jižních hranicích s Nepálem se nachází Mount Everest, nejvyšší hora světa. Průměrná nadmořská výška se na jihu Tibetu pohybuje okolo 3 000 m, na severu okolo 4 500 m.

### Hydrografie
Na Tibetské náhorní plošině pramení několik významných řek jako je Jang-c’-ťiang, Žlutá řeka, Indus, Brahmaputra, Salwin, Mekong a Jarlung. Tok řek Indu a Brahmaputry přitom začíná v jezeře v Západním Tibetu u hory Kailás, kterou Tibeťané nazývají Gang Rinpočhe. Hora je důležitým poutním místem nejen pro buddhisty, ale i pro hinduisty a džinisty. V Tibetu se nachází i řada jezer, k nejvýznamnějším patří Pangong Tso dále např. Siling Co, Tangrajum, Rákšastál, Mánasaróvar, Gyaring nebo Namccho. Ovzduší je v Tibetu velmi suché a celá oblast se nachází ve srážkovém stínu.

### Historické rozdělení
Historický Tibet se skládal z několika oblastí. Na severovýchodě to byla oblast Amdo, která je dnes rozdělena mezi čínské provincie Čching-chaj, Kan-su a S’-čchuan. Na východě oblast zvaná Kham, rozdělená mezi S’-čchuan, Čching-chaj a Jün-nan. Západní Kham a Ü-Cang jsou dnes součástí Tibetské autonomní oblasti. Oblast Arunáčalpradéše je v současné době spravována Indií, čínská strana si však tyto území nárokuje na základě toho, že daná oblast patří k tibetské kulturní oblasti. Tibetská kultura zasahuje i do sousedních států a oblastí, zejména Bhútánu, Burjatska, Nepálu, indického Sikkimu a Ladaku a přilehlých oblastí Číny, kde je tibetský buddhismus dominantním náboženstvím.

### Sídla
V Tibetu je více než 800 obydlených měst a vesnic. Tradičním hlavním a současně největším městem Tibetu i Tibetské autonomní oblasti je Lhasa, kde žije asi 250 tisíc obyvatel. Západně od Lhasy se nachází Žikace, které je se svými 90 tisíci obyvateli druhým největším městem Tibetu. Třetím největším městem je Čhamdo, které se nachází ve východní části země. V Tibetu se nachází také nejvýše položené město na světě – Wen-čuan.

## Kultura

### Náboženství

#### Buddhismus a bön

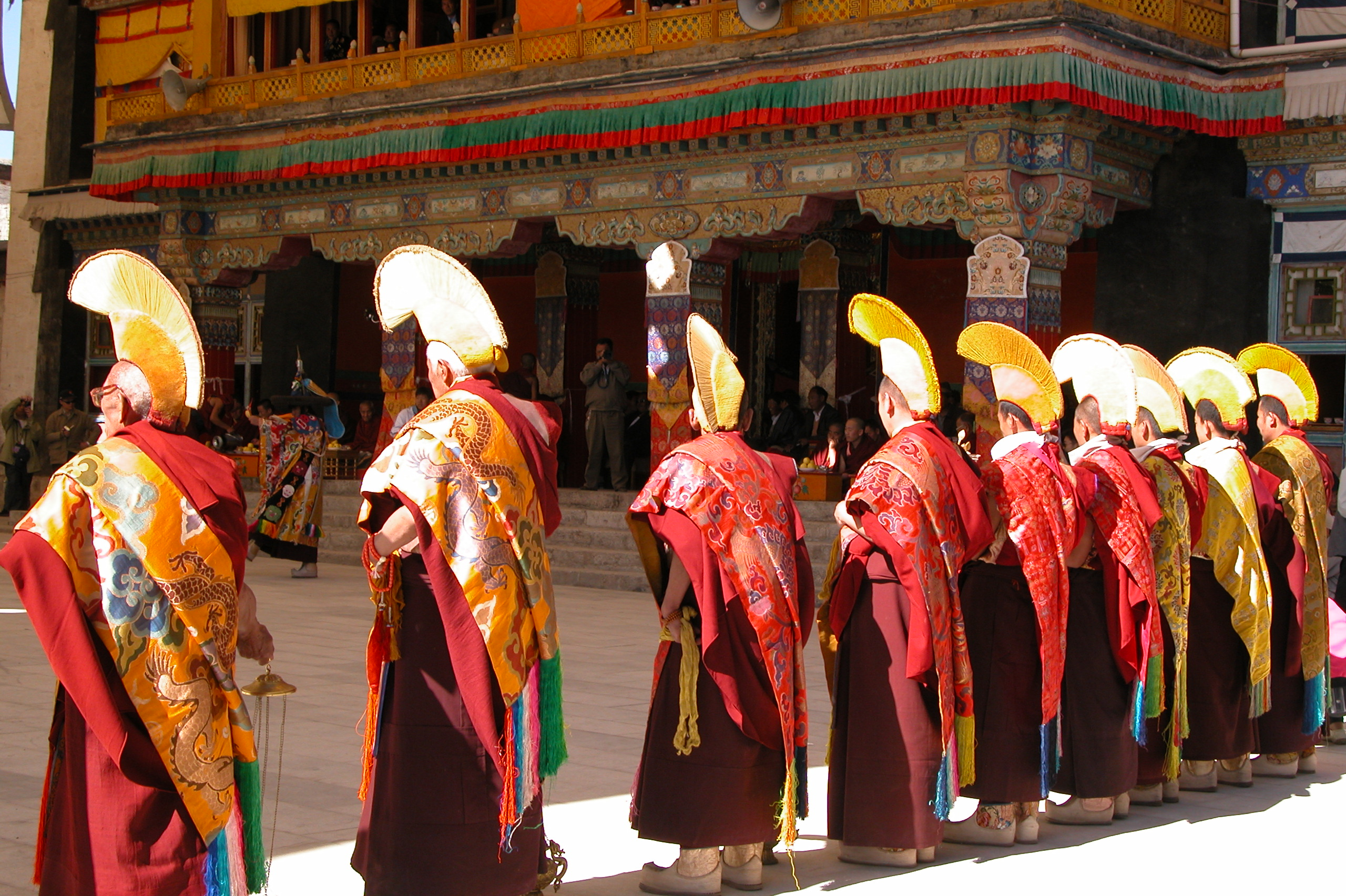
Buddhističtí mniši z kláštera Tašilhünpo v blízkosti Žikace

V Tibetu má náboženství a duchovno tradičně velmi významné postavení a prostupuje napříč celou tibetskou kulturou. Starodávnou náboženskou tradicí Tibetu je bön, který začal později ustupovat buddhismu, podle tradičního podání zaneseného do Tibetu Padmasambhavou někdy v 8. století. Přesto se bön zachoval až do dnešní doby hlavně mezi tibetským obyvatelstvem čhamdoské oblasti. Několik bönistických klášterů, obývaných černě oděnými mnichy, je ještě dnes roztroušeno též v okolí khamského města Derge (dnešní S’-čchuan). V Tibetu brzy po příchodu buddhismu vznikla specifická forma vadžrajánového buddhismu prostě nazývaná tibetský buddhismus, který je dnes praktikován i v dalších oblastech jako je Mongolsko, Ladak, Burjatsko, Tuva či Kalmycko. V tibetském buddhismu se vyvinuly čtyři hlavní tradice (školy):

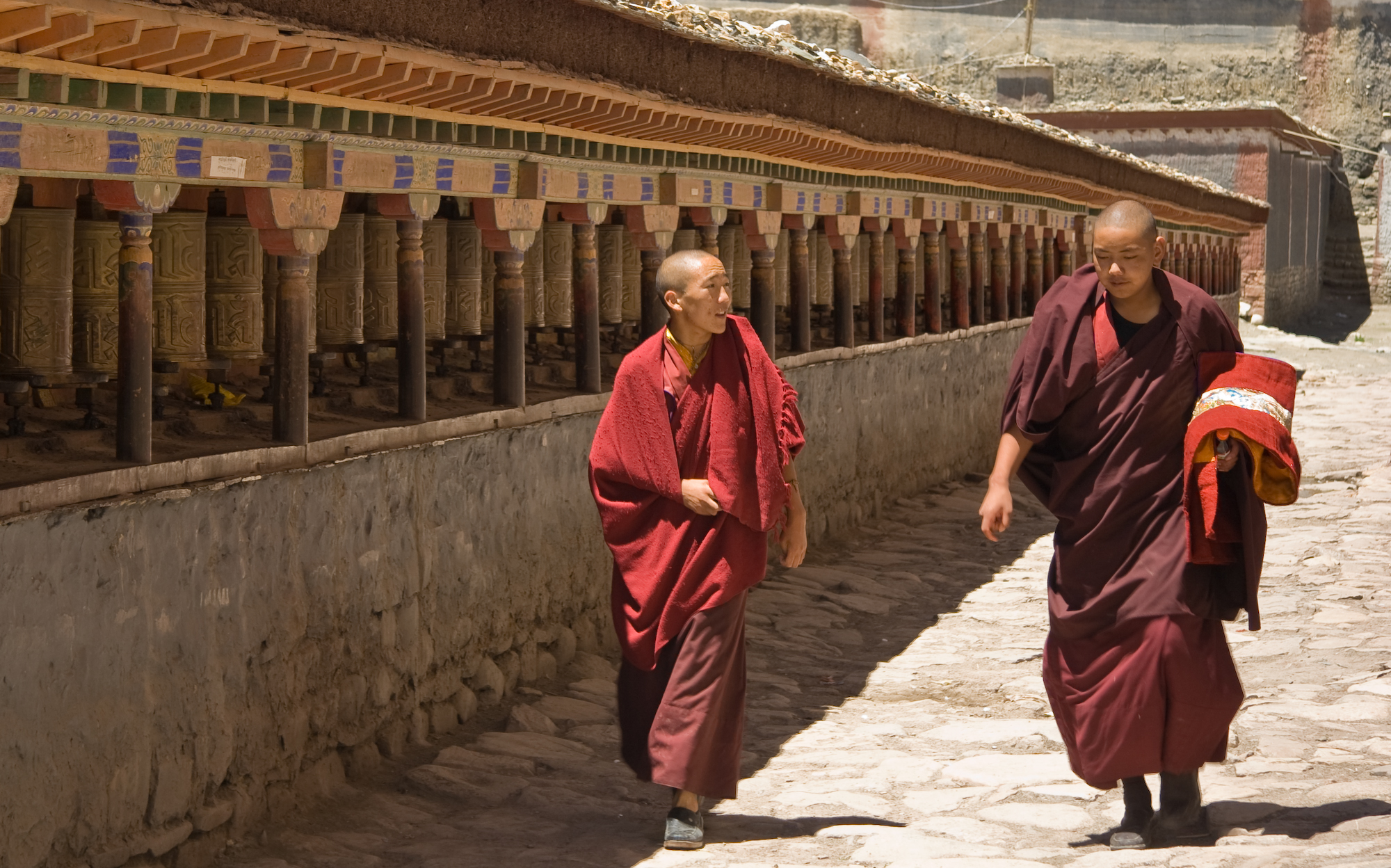
Mniši v klášteře Sakja (foto z roku 2006)

- Gelugpa, škola žlutých čepic, byla založena jedním z nejvýznamnějších tibetských učenců, lamou Congkhapou (1357–1419). V 16. století obdržel představitel gelugpy, lama Sönam Gjamccho, od mongolského Altan-chána titul dalajláma a již jeho druhý nástupce Ngawang Lozang Gjamccho se stal světským vládcem Tibetu. Mimo dalajlámů pochází z této školy další významná linie tulkuů – pančhenlámové. Gelugpa vychází z duchovních tradic školy Kadampa, kterou založil Atíša.
- Kagjüpa je rozdělena na několik linií, k nejznámějším patří Drukpa Kagjü a Karma Kagjü, o níž se opíraly královské dynastie Rinpung a Cangpa, vládnoucí v 15.–17. století. Počátky školy vedou až k lámovi Gampopovi(1079–1153), případně jeho předchůdcům Tilopovi, Narópovi, Marpovi a Milaräpovi. V 11. století se v této škole vyvinula linie karmapů, přičemž vůbec prvním se stal Düsum Khjenpa.
- Ňingmapa, „škola červených čepic“, je nejstarší ze čtyř velkých škol tibetského buddhismu. Založil ji asi v 8. století Padmasambhava, učení školy přijal král Thisong Decän jako státní náboženství.
- Sakjapa, „škola šedé země“, má původ svého názvu ve jméně tibetského kláštera Sakja založeného v roce 1073. Zejména ve 13.–15. století se těšila významnému politickému postavení.

Snad nejznámější tibetskou mantrou je „Óm mani padmé húm“.

#### Islám
V Tibetu se vyskytují i muslimové, avšak v porovnání s buddhisty tvoří zanedbatelnou menšinu. Původně mají pocházet ze čtyř oblastí, a to Číny, Kašmíru, Ladaku a Nepálu. O přesném počtu muslimů v Tibetu se toho příliš neví, jejich počet je odhadován na několik tisíc a patří k sunnitské větvi islámu.

### Umění a architektura

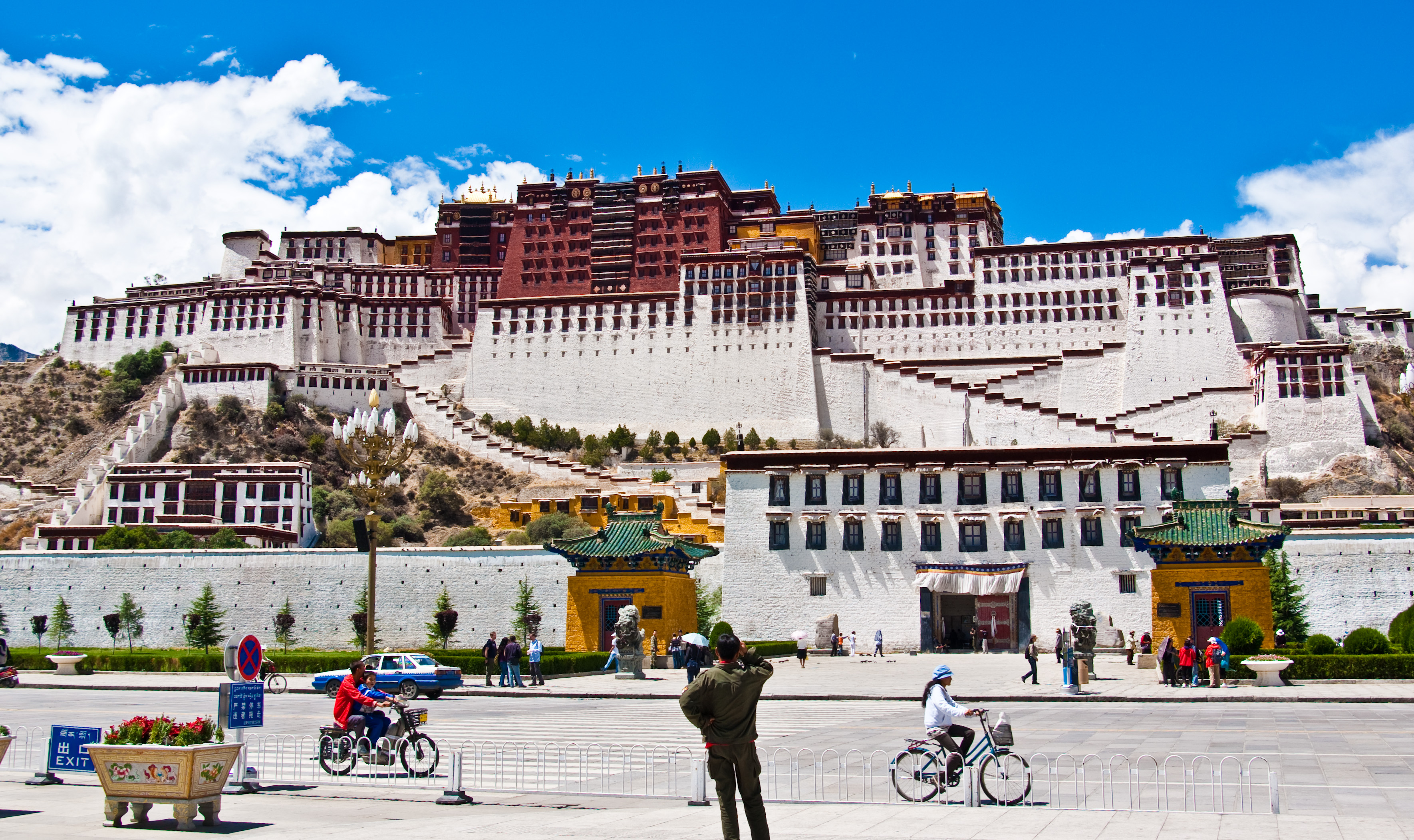
Palác Potála ve Lhase

Tibetské umění je úzce spjato s tibetským buddhismem, proto se drtivá většina tibetských uměleckých děl zabývá buddhistickými náměty. Jedná se zejména o malby a sošky bódhisattvů, buddhů a jidamů, většinou pestře malované thangky a mandaly.
Architektura tibetských staveb vykazuje rovněž zejména buddhistické, ale i indické o orientální vlivy. Typickými tibetskými stavbami jsou chörteny, jejichž velikosti a tvary bývají velmi rozmanité. Tibetské domy a kláštery bývají stavěny na vyvýšených a slunných místech čelem k jihu, obyčejně jsou postaveny v kamene, dřeva, cementu a hlíny. Díky nedostatku paliva a energie mívají tibetské domy ploché střechy pro lepší vstřebávání tepla ze slunečních paprsků a vícero oken, které umožňují lepší proniknutí slunečního světla.
K nejznámějším tibetským stavbám patří palác Potála ve Lhase, který sloužil jako sídlo dalajlámů až do roku 1959. Má třináct pater a více než tisíc místností, v současné době je Potála cílem mnoha buddhistických poutníků a turistů z celého světa. K dalším významným stavbám na území Tibetu patří např. kláštery Tašilhünpo či Gandän. Pro tibetskou architekturu je dále typický styl klášterů s charakterem pevnosti, které se nazývají gompy.

### Jazyk

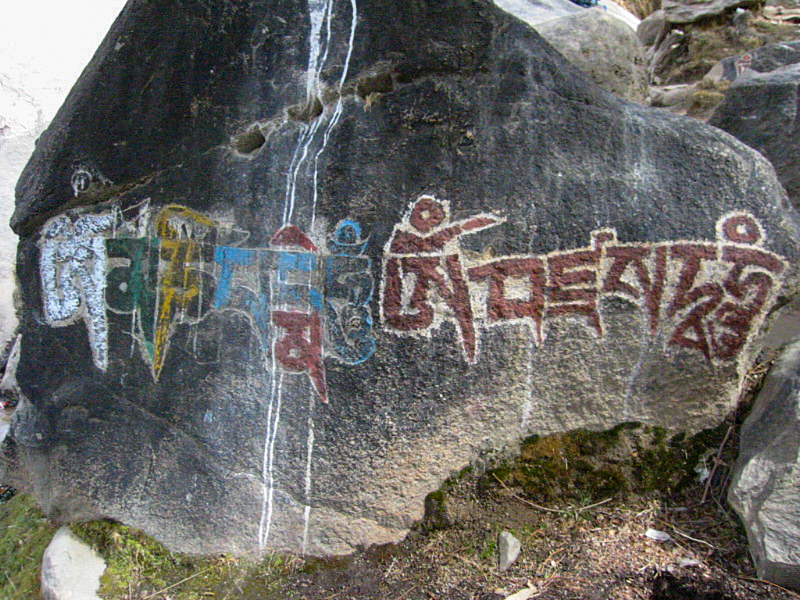
Kámen s ukázkou tibetského písma (vlevo Óm mani padmé húm, červeně Óm Benza sato hung)

Jazykem tibetské oblasti je hlavně tibetština spadající do skupiny tibeto-barmských jazyků, která je součástí sinotibetské jazykové rodiny. Tibetština je ergativní, aglutinační, monosylabický a tónický jazyk s velkým množstvím dialektů. V současnosti je považován za standardní formu tzv. lhaský dialekt (centrální Tibet), k vytvoření spisovného hovorového jazyka dosud nedošlo. K zápisu využívá tibetského písma, které v 7. století na základě písma dévanágarí vytvořil Thönmi Sambhóta. Do latinky přepisuje nejčastěji pomocí tzv. Wylieho transliterace. K přepisu do češtiny se používá systém zavedený Josefem Kolmašem. Tibetštinou hovoří kolem 6 milionů mluvčích v Tibetu a dalších přibližně 150 000 lidí v zahraničí. Jelikož žije v Tibetu početná skupina Chanů a Chuejů, mluví se tu i severočínskými dialekty.

### Svátky a hudba
V Tibetu každoročně probíhá řada festivalů, které jsou obyčejně pořádány na oslavu Buddhy či jeho učení. K nejznámějším tibetským svátkům patří Losar, tibetský Nový rok, které je nejdůležitějším tibetským svátkem vůbec. K dalším tradičním tibetským svátkům patří např. Mönlam nebo Čhökor düčhen, svátek roztočení kola zákona. Mimo tradiční svátky jsou v Tibetu oblíbené i svátky spjaté s moderní tibetskou historií, jako je den narození Tändzina Gjamccha či den tibetského povstání.

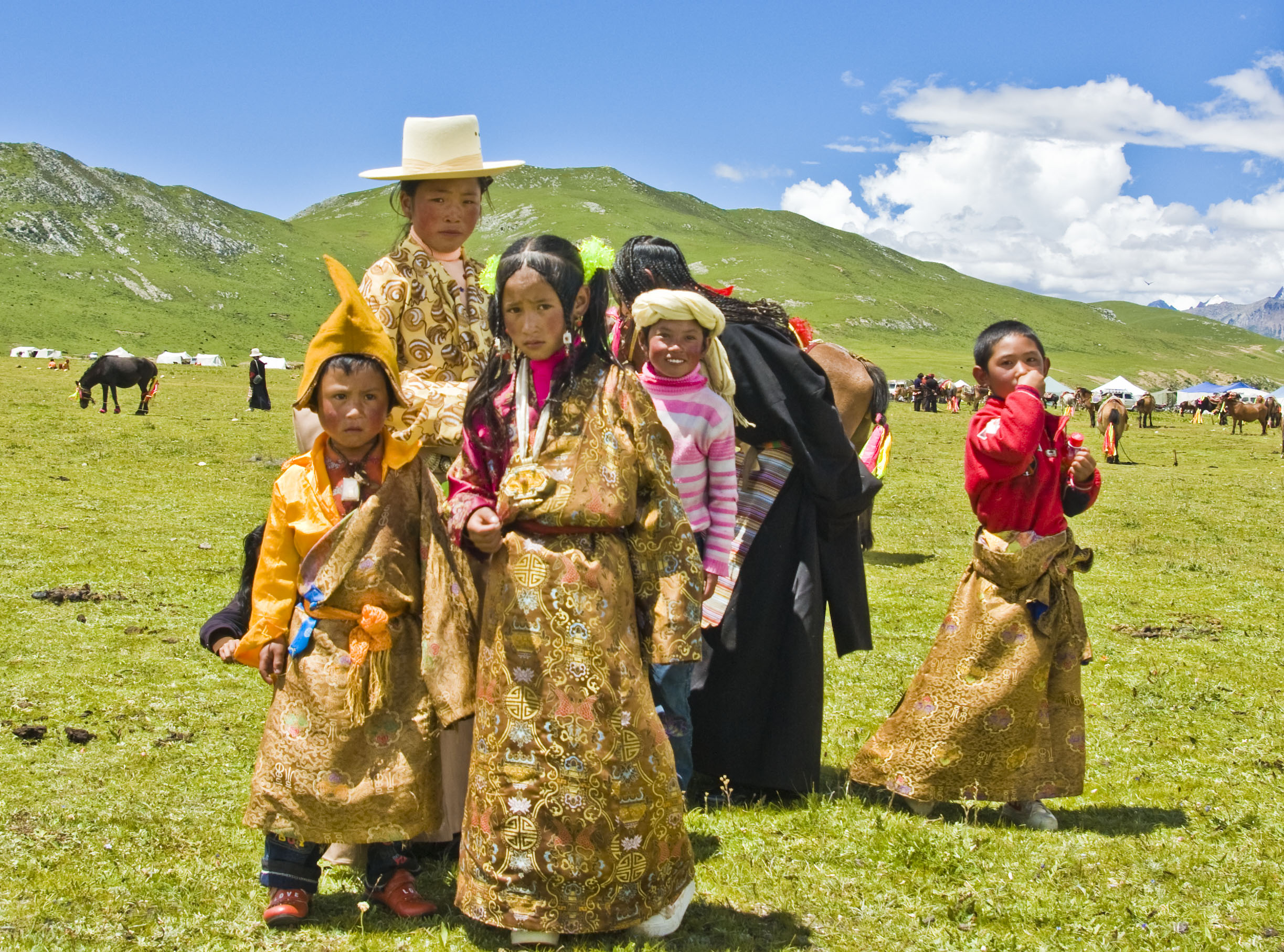
Tibeťané na festivalu v Khamu

Tibetská hudba odráží kulturní dědictví transhimálajské oblasti. Ve většině případů je náboženského charakteru, na čemž se opět podepsal silný vliv tibetského buddhismu. Častým hudebním projevem jsou mnišské chorály v tibetštině či sanskrtu – mniši recitující posvátné texty tvoří důležitou součást rituálů. Mezi tradiční hudební nástroje Tibetu patří např. tibetské mísy, malé činely zvané tingša nebo kartálky, bubínky, tibetské trouby či zvonky Dilbu.

### Kuchyně

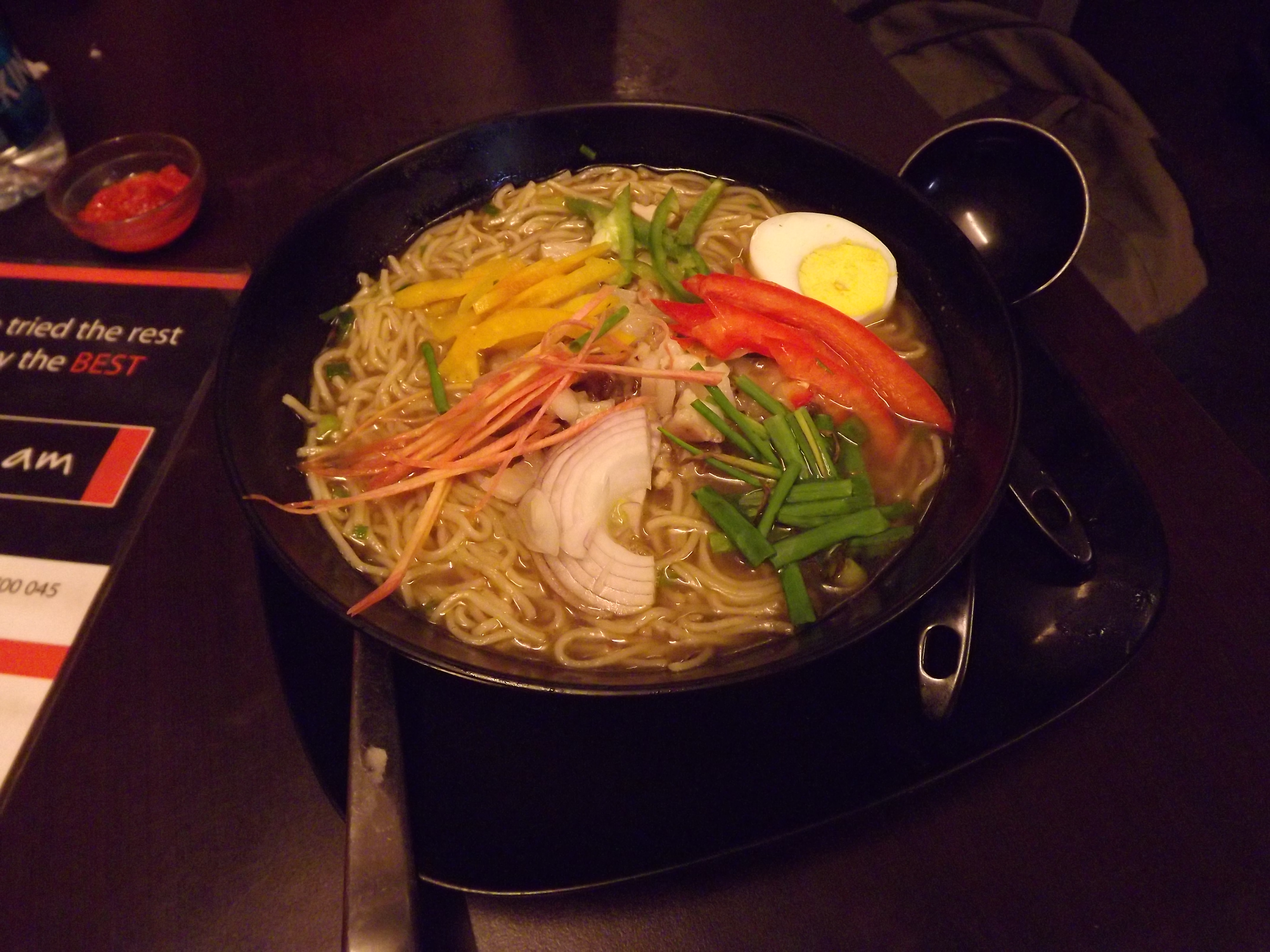
Thukpa, oblíbený tibetský pokrm

Asi nejdůležitější plodinou v jídelníčku Tibeťanů je ječmen a z něho vyrobený pokrm zvaný campa. Maso je v Tibetu dostupné především z jaků, koz a ovcí, často se konzumuje sušené. Z jačích produktů se vyrábějí i další pokrmy jako jsou sýry, jogurty a máslo. Tradičním nápojem je slaný čaj s máslem. Mezi nejoblíbenější pokrmy patří thukpa, pikantní kuřecí polévka s nudlemi.

### Paleontologie
V Tibetu byly již dříve objeveny fosilní otisky stop druhohorních dinosaurů, kterým se dokonce v předvědeckých dobách místní lidé klaněli jako stopám legendárních postav (např. krále Gesara z Lingu). Většinou se jedná o velké oválné stopy sauropodních dinosaurů, některé mají v průměru až 1 metr. Objeveny zde byly také kosterní fosilie dinosaurů z období jury a například i otisky stop vývojově primitivních chobotnatců z období paleogénu..
V roce 2023 byl z území východního Tibetu oznámen objev kosterních pozůstatků sauropodních dinosaurů z období střední jury. Objeveny zde byly také otisky stop zástupců různých skupin dinosaurů z mladšího období pozdní křídy.